# Michelle Nogueras
Michelle Nogueras (ur. 5 grudnia 1988 r. w Portoryko) – portorykańska siatkarka, gra na pozycji środkowej. 
Obecnie gra w klubie Caguas Criollas.